# Экономика Сирии
Экономика Сирии в значительной степени зависит от экспорта нефти и нефтепродуктов, двумя основными столпами экономики, до гражданской войны, были сельское хозяйство и добыча нефти, которые вместе составляли около половины ВВП.
Сирийская экономика характеризуется сильным вмешательством государства в экономическую жизнь. Только в 2001 году было разрешено проведение частных банковских операций, а два негосударственных банковских учреждения появились два года спустя. Экономика сильно пострадала с началом сирийской гражданской войны в 2011 году.

## История
В 1963 году арабская социалистическая партия Баас пришла к власти и провела социалистическую политику национализации и земельной реформы. В 1970 году к власти пришёл генерал Хафез аль-Асад. Социализм превратился в государственный капитализм. Ограничения на частное предпринимательство были смягчены, но значительная часть экономики все ещё находилась под контролем правительства. К 1980-м годам Сирия оказалась в политической и экономической изоляции (см. История Сирии), и в разгаре глубокого экономического кризиса. Реальный ВВП на душу населения упал на 22 %, в период с 1982 по 1989 год.
В 1990 году правительство Асада провело серию экономических реформ[каких?], хотя экономика оставалась жёстко регулируемой. Сирийская экономика переживала сильный рост в течение 1990-х и до 2000-х годов.

### Техническая помощь СССР
В Сирии построены железная дорога Дамаск — Хомс, Евфратский гидроузел, который реконструировался в 1980-х годах. Построены ЛЭП Ас-Саура — Мескене, Тартус — Банниас и др. Велись работы по расширению порта Латакия, строился железнодорожный мост через р. Евфрат около Абу-Кемаля. Велись изыскательские работы по строительству крупной тепловой электростанции в районе Дамаска.
Оказывалось техническое содействие по добыче нефти, бурению скважин, проектированию и обустройству нефтепромыслов. Велись работы по сельскохозяйственному освоению земель, строилась плотина на реке аль-Кабир аль-Шамали (Большой Северной реки) с водохранилищем, строился и ряд других объектов. На реке Евфрат имеются электростанции, построенные с помощью СССР.

### 2000-е
До гражданской войны двумя основными столпами сирийской экономики были сельское хозяйство и добыча нефти, которые вместе составляли около половины ВВП. На сельское хозяйство, например, приходится около 26 % ВВП и в нём занято 25 % всей рабочей силы. Плохие климатические условия и сильная засуха 2008 года сильно повлияли на сельскохозяйственный сектор, что привело к снижению его доли в экономике. С другой стороны, более высокие цены на сырую нефть противодействовали сокращению добычи нефти и привели к увеличению бюджетных и экспортных поступлений.

### Гражданская война (с 2011)
Экономика Сирии значительно ухудшилась с начала гражданской войны в стране в 2013 году. Экономика страны пострадала от масштабных экономических санкций, ограничивающих торговлю с Лигой арабских государств, Австралией, Канадой, Европейским союзом, (а также европейскими странами — Албанией, Исландией, Лихтенштейном, Молдовой, Черногорией, Северной Македонией Норвегией, Сербией и Швейцарией), Грузией, Японией, Южной Кореей, Тайванем, Турцией и США. Санкции против Сирии были дополнительно расширены США Актом Цезаря о защите гражданского населения Сирии, который вступил в силу в июне 2020 года.
Санкции, разрушения и дислокации, связанные с гражданской войной, разрушили экономику Сирии. К концу 2013 года ООН оценила общий экономический ущерб от гражданской войны в 143 миллиарда долларов. По данным Экономической и социальной комиссии ООН для Западной Азии, общий экономический ущерб от гражданской войны в Сирии достигнет 237 миллиардов долларов к концу 2015 года, а захват сирийской оппозицией пересечения границы в Насибе обойдётся правительству в дополнительные 500—700 миллионов долларов в год вдобавок к этому. По оценкам Всемирного банка, в 2018 году около трети жилого фонда Сирии и половина её учреждений здравоохранения и образования были разрушены в результате конфликта.
По данным Всемирного банка, общая сумма потерь ВВП в результате конфликта с 2011 по 2016 год составила 226 миллиардов долларов США. Годовой уровень инфляции в Сирии является одним из самых высоких в мире.
Сирийский центр политических исследований заявил в марте 2015 года, что к тому времени почти три миллиона сирийцев потеряли свои рабочие места из-за гражданской войны, в результате которой потеряли основной источник дохода более 12 миллионов человек; уровень безработицы вырос с 14,9 % в 2011 году до 57,7 % в конце 2014 года. В результате к тому времени 4 из 5 сирийцев жили в бедности, при этом 30 % населения жили в «крайней нищете» и часто не могли удовлетворить основные потребности в продовольствии для домашних хозяйств.

### Послевоенное восстановление экономики
За время гражданской войны было разрушено много промышленных предприятий, однако с 2017 года начинается их восстановление
В докладе Strategic Foresight Group, аналитического центра в Индии, подсчитана альтернативная стоимость конфликта на Ближнем Востоке в 1991—2010 гг. в 12 триллионов долларов США в 2006 году. Доля Сирии в этом составляла 152 миллиарда долларов США, что более чем в четыре раза превышает прогнозируемый ВВП 2010 года в 36 миллиардов долларов США.
В связи с завершением боевых действий на значительной части территории страны всё большее значение приобретает решение вопросов, связанных с восстановлением Сирии. Такие проекты в основном реализуются военными ведомствами Сирии и России. Многие российские компании заявляют о готовности подключиться к этой деятельности; прежде всего речь идёт о восстановлении нефтегазовой и энергетической инфраструктуры — модернизации четырёх ТЭС, восстановлении газотранспортной инфраструктуры, подземных хранилищ газа, нефтедобывающих и нефтеперерабатывающих объектов. В частности, «Стройтрансгаз Инжиниринг» вернулся к прерванному войной строительству Северного газоперерабатывающего завода и восстановлению газопроводов.
В октябре 2017 года сирийские власти предложили РЖД принять участие в восстановлении 290 км железнодорожных путей от фосфатных рудников близ Пальмиры до побережья (восстановление фосфатных разработок в районе Пальмиры было начато компанией «Стройтрансгаз» в июне 2017 года); стоимость проекта, по разным оценкам, может составить 1,45—2 млрд долл.
Как стало известно в октябре 2018 года, российским компаниям предложено принять участие в восстановлении сети железных дорог в Сирии и поставке подвижного состава. Предполагается, что железнодорожные линии будут доведены до границы с Ираком и, в будущем, до границы с Турцией. Также планируется построить новую железнодорожную линию из Дамаска до границ с Иорданией, для обеспечения маршрута Север — Юг из Европы до Персидского залива через Турцию, Сирию и Иорданию..
Развитие экономики Сирии осложняют санкции и законодательные ограничения, введённые в отношении страны. По состоянию на 7 марта 2022 года против Сирии были введены 2608 санкций, по состоянию на 23 февраля 2023 года — 2643 санкции.
В 2022 году Сирия присоединилась к китайской инициативе «Пояс и путь», которая может помочь стране восстановить разрушенную войной инфраструктуру и экономику.

## Экономика по секторам

### Сельское хозяйство

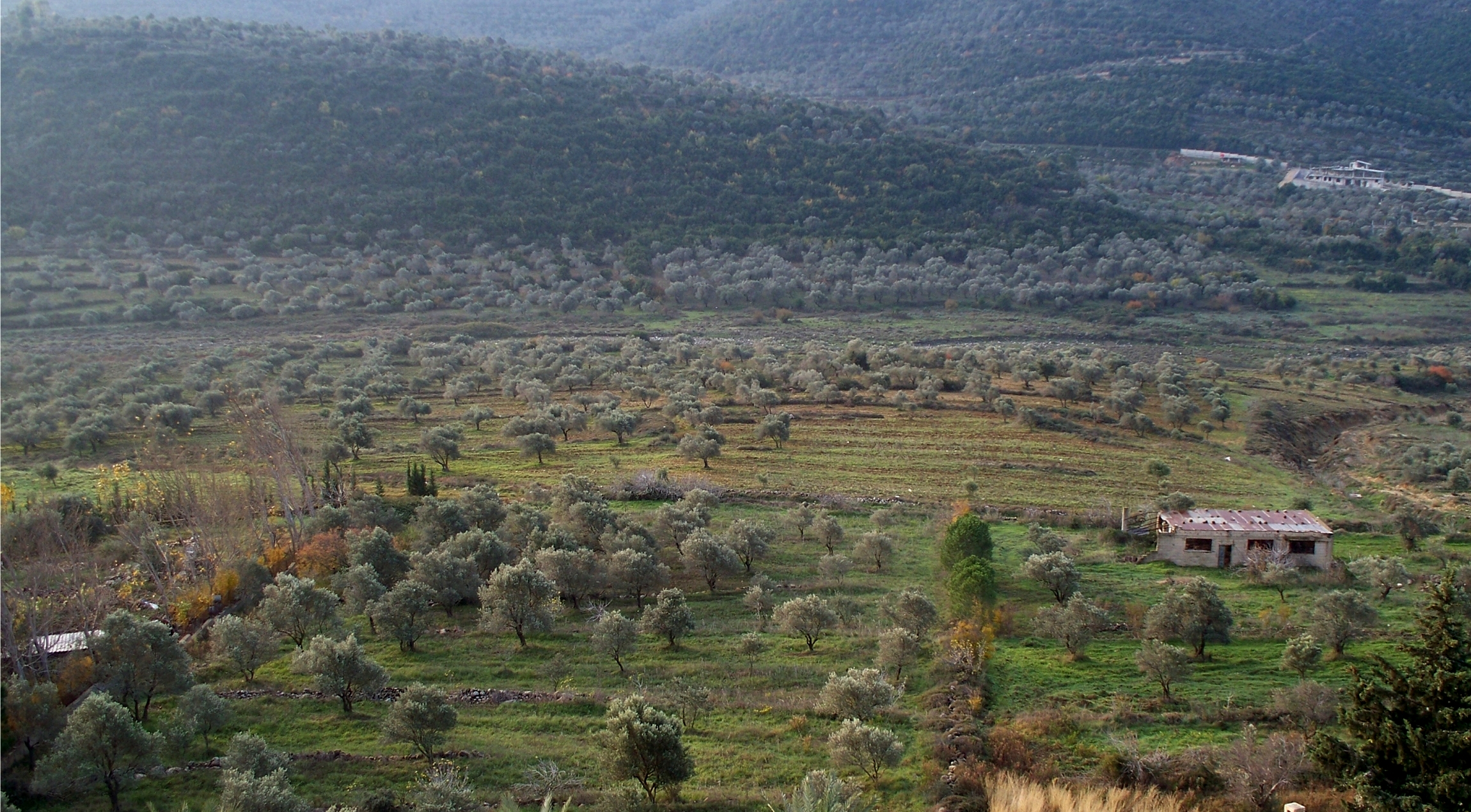
Оливковые поля в провинции Хомс

Сельское хозяйство является приоритетом в планах экономического развития Сирии, поскольку правительство стремится достичь продовольственной самостоятельности, увеличить доходы от экспорта и остановить отток населения из сельских районов.
Основными сельскохозяйственными продуктами сирийской фермы являются: зерно (пшеница , ячмень), хлопок, зерновые бобовые, маслины, сахарный тростник.
На сельское хозяйство приходится около 26 % ВВП и в нём занято 25 % всей рабочей силы.
В 2008 году, по предварительным данным Центрального статистического бюро, плохие климатические условия и сильная засуха сильно повлияли на сельскохозяйственный сектор, что привело к снижению его доли в экономике примерно до 17 % от ВВП 2008 года, по сравнению с 20,4 % в 2007 году.

### Промышленность
На промышленный сектор, который включает горнодобывающую, обрабатывающую, строительную и нефтяную промышленность, в 2010 году приходилось 27,3 % валового внутреннего продукта, и в нём было занято около 16 % рабочей силы. Основными промышленными продуктами являются: нефть, текстиль, продукты питания, фосфатное сырьё и другие.
По данным Международного валютного фонда, до гражданской войны в Сирии продажа нефти приносила сирийскому правительству 3,2 миллиарда долларов и составляла 25,1 % доходов государства. Производство нефти в Сирии составляло 0,5 % мировой добычи, а к 2016 году этот показатель снизился до 0,05 %.
Важными промышленными районами являются те, что расположены вокруг Алеппо, Дамаск, и в районе вокруг Хама и Хомс (в Хомс (мухафаза) — фосфатные рудники близ Пальмиры и завод по переработки фосфатных руд).

### Энергетика
На реке Евфрат имеются электростанции, построенные с помощью СССР (Евфратский гидроузел (см. гидроузел), который реконструировался в 1980-х годах).
При технической помощи СССР построены ЛЭП Ас-Саура — Мескене, Тартус — Банниас и др., также велись изыскательские работы по строительству крупной тепловой электростанции в районе Дамаска.

### Туризм
До начала «арабской весны» Сирия слыла одной из красивейших и процветающих стран Ближнего Востока, однако индустрия туризма в Сирии значительно пострадала с началом гражданской войны в стране в 2011 году.

### Финансы
Денежная единица — Сирийский фунт.
Имеются банки, в том числе и частные. Регулятор — Центральный Банк Сирии, находящийся с 2004 года под санкциями США, из-за чего почти вся внешняя торговля перешла на евро. В 2011 году санкции на ЦБ и госбанки ввели Турция и Канада в связи с началом гражданской войны.
В 2009 году открыта Дамасская фондовая биржа (DWX).
По данным Международного валютного фонда, с марта 2011 года, когда началась гражданская война, по май 2012 года стоимость сирийского фунта упала на 45 %, а Дамасская фондовая биржа — почти на 40 %.
Официальный обменный курс сирийского фунта стерлингов значительно ухудшился, упав с 47 SYP за 1 доллар США до гражданской войны до 1256 в июне 2020 года.
Национальная валюта, сирийский фунт, упала в середине 2020 года по отношению к доллару США. Фунт, который до восстания 2011 года торговался на уровне 47 фунтов за доллар, упал до более чем 3000 фунтов за доллар. Цены на основные товары резко выросли, а некоторые товары первой необходимости исчезли с рынка, поскольку торговцы и население изо всех сил старались не отставать от роста стоимости жизни.
В феврале 2021 года индекс Дамасской фондовой биржи достиг самого высокого с момента открытия биржи уровня в 10,035.91 пункта.

## Внешняя торговля
Статьи экспорта — сырая нефть, минералы, нефтепродукты, фрукты и овощи, хлопковое волокно, одежда, мясо и живые животные, пшеница.
Статьи импорта — машины и транспортное оборудование, электроэнергетическое машиностроение, продукты питания и домашний скот, металлы и металлические изделия, химикаты и продукты химии, пластмассы, пряжа, бумага.
Валовой внешний долг: 5-10 миллиардов долларов (на 31 декабря 2017 года).
Государственный долг: 60 % ВВП (2017 год). Доходы бюджета: 1,033 млрд долларов (2017 год). Расходы бюджета — 10 млрд долларов (2014 год). Экономическая помощь (получатель) — 200 миллионов долларов (2002 год). Резервы: 2 млрд долл США (на 31 декабря 2014).